# Saison 4 de Burn Notice
Chronologie
Saison 3 Saison 5
Cet article présente le guide des épisodes de la quatrième saison de la série télévisée américaine Burn Notice.

## Généralités
Cette quatrième saison est composée de 18 épisodes.

### Synopsis
Michael Westen est un agent secret qui est subitement mis à pied en plein milieu d'une opération. Il se retrouve à Miami sans savoir pourquoi, sans emploi, sous étroite surveillance d'agences fédérales et sans pouvoir quitter la ville. Michael est alors obligé de survivre en menant des opérations pour divers clients à Miami. Aidé par une ex-petite amie, Fiona, ancien membre de l'IRA, et Sam, un ancien soldat à la retraite, Michael utilise son expérience et des techniques d'espionnage pour venir à bout d'affaires que la police seule ne saurait résoudre. Parallèlement, Michael cherche activement à savoir pourquoi il a été « licencié ».

## Distribution

### Acteurs principaux
- Jeffrey Donovan (VF : Bertrand Liebert) : Michael Westen
- Gabrielle Anwar (VF : Nathalie Karsenti) : Fiona Glenanne (en)
- Bruce Campbell (VF : Thierry Mercier) : Sam Axe (en)
- Sharon Gless (VF : Michelle Bardollet) : Madeline Westen
- Coby Bell (VF : Olivier Cordina) : Jesse Porter

### Acteurs récurrents
- Seth Peterson (VF : Dominique Guillo) : Nate Westen
- Marc Macaulay (en) (VF : Érik Colin) : l'agent Harris
- Brandon Morris (VF : Antoine Tomé) : l'agent Lane
- Paul Tei (VF : Vincent Ribeiro) : Barry
- Arturo Fernandez (VF : Ludovic Baugin) : Sugar
- Robert Wisdom (VF : Jean-Louis Faure) : Vaughn Anderson

### Invités
- Michael Ironside (VF : Gabriel Le Doze) : Gregory Hart (épisode 1)
- Nestor Serrano (VF : Pierre Dourlens) : Tony Caro (épisode 3)
- Max Perlich (VF : Emmanuel Karsen) : Hank (épisode 3)
- Frank Whaley (VF : Éric Legrand) : Josh Wagner (épisode 4)
- Michele Feren (VF : Naïke Fauveau) : Lila Wagner (épisode 4)
- Rhea Seehorn (VF : Sybille Tureau) : Patty (épisode 4)
- Ian Anthony Williams (VF : Lionel Henry) : Ty (épisode 4)
- Navi Rawat (VF : Julie Dumas) : Kendra (épisodes 4, 5 et 6)
- Rhys Coiro (VF : Tanguy Goasdoué) : (épisode 5)
- Justina Machado (VF : Annie Milon) : Lauren (épisode 5)
- Benito Martinez (VF : Stéphane Bazin) : David (épisode 5)
- Burt Reynolds (VF : Mathieu Rivolier) : Paul Anderson (épisode 7)
- Laura Regan (VF : Sandrine Cohen) : Sarah Aikins (épisode 8)
- Garret Dillahunt (VF : Vincent Ropion) : Simon (épisode 10)
- John Verea (VF : Patrice Baudrier) : Juan Ruiz (épisode 10)
- Gene Bunge (VF : Serge Bourrier) : le gardien (épisode 10)
- Jean Louisa Kelly (VF : Véronique Rivière) : Emily (épisode 11)
- Robert Patrick (VF : Michel Voletti) : John Barrett (épisodes 11 et 12)
- Lincoln Potwin (VF : Christophe Desmottes) : l'assistant de l'avocat Adam Scott (épisode 12)
- Danny Pino (VF : Xavier Fagnon) : Adam Scott, avocat (épisodes 12 et 13)
- Callie Thorne (VF : Brigitte Aubry) : Natalie Rice (épisode 14)
- Raphael Sbarge (VF : Éric Missoffe) : Pete Jackman (épisode 16)
- Tim Matheson (VF : Bruno Dubernat) : Larry Sizemore (épisode 17)
- Jay Karnes (VF : Stéphane Ronchewski) : Tyler Brennen (épisode 17)

## Épisodes

### Épisode 1:Mes amis, mes ennemis
- États-Unis : 3 juin 2010 sur USA Network[1]
- Suisse : 29 octobre 2011 sur RTS Deux[2]
- France : 
  - 31 octobre 2011 sur 13ème rue[3]
  - 3 mars 2012 sur M6[4]
- Québec : 8 janvier 2012 sur Séries+
- Belgique : sur RTL-TVI

- États-Unis : 6,62 millions de téléspectateurs[5] (première diffusion)

- Michael Ironside (Gregory Hart)

### Épisode 2:L'Homme à abattre
- États-Unis : 10 juin 2010 sur USA Network
- France : 
  - 1er novembre 2011 sur 13ème rue[3]
  - 3 mars 2012 sur M6
- Suisse : 17 décembre 2011 sur RTS Deux[6]
- Québec : 15 janvier 2012 sur Séries+

- États-Unis : 5,67 millions de téléspectateurs[7] (première diffusion)

### Épisode 3:Mafia blues
- États-Unis : 17 juin 2010 sur USA Network
- France : 
  - 2 novembre 2011 sur 13ème rue[3]
  - 10 mars 2012 sur M6
- Suisse : 17 décembre 2011 sur RTS Deux[6]
- Québec : 22 janvier 2012 sur Séries+

- États-Unis : 5,31 millions de téléspectateurs[8] (première diffusion)

### Épisode 4:Braquage et Dérapage
- États-Unis : 24 juin 2010 sur USA Network
- France : 
  - 3 novembre 2011 sur 13ème rue[3]
  - 10 mars 2012 sur M6
- Suisse : 7 janvier 2012 sur RTS Deux[9]
- Québec : 29 janvier 2012 sur Séries+

- États-Unis : 5,33 millions de téléspectateurs[10] (première diffusion)

### Épisode 5:David contre Goliath
- États-Unis : 1er juillet 2010 sur USA Network
- France : 
  - 4 novembre 2011 sur 13ème rue[3]
  - 17 mars 2012 sur M6
- Suisse : 14 janvier 2012 sur RTS Deux[11]
- Québec : 5 février 2012 sur Séries+

- États-Unis : 5,21 millions de téléspectateurs[12] (première diffusion)

### Épisode 6:À la pointe de l'épée
- États-Unis : 15 juillet 2010 sur USA Network
- France : 
  - 7 novembre 2011 sur 13ème rue[3]
  - 17 mars 2012 sur M6
- Suisse : 21 janvier 2012 sur RTS Deux[13]
- Québec : 12 février 2012 sur Séries+

- États-Unis : 5,647 millions de téléspectateurs[14] (première diffusion)

### Épisode 7:Guerre froide
- États-Unis : 22 juillet 2010 sur USA Network
- France : 
  - 8 novembre 2011 sur 13ème rue[3]
  - 24 mars 2012 sur M6
- Suisse : 28 janvier 2012 sur RTS Deux[15]
- Québec : 19 février 2012 sur Séries+

- États-Unis : 5,871 millions de téléspectateurs[16] (première diffusion)

### Épisode 8:Pas de fumée sans feu
- États-Unis : 29 juillet 2010 sur USA Network
- France : 
  - 9 novembre 2011 sur 13ème rue[3]
  - 24 mars 2012 sur M6
- Suisse : 4 février 2012 sur RTS Deux[17]
- Québec : 26 février 2012 sur Séries+

- États-Unis : 5,378 millions de téléspectateurs[18] (première diffusion)

### Épisode 9:L’Œil du cyclone
- États-Unis : 5 août 2010 sur USA Network
- France : 
  - 10 novembre 2011 sur 13ème rue[3]
  - 31 mars 2012 sur M6
- Suisse : 11 février 2012 sur RTS Deux[19]
- Québec : 4 mars 2012 sur Séries+

- États-Unis : 5,687 millions de téléspectateurs[20] (première diffusion)

### Épisode 10:Haute Trahison
- États-Unis : 12 août 2010 sur USA Network
- France : 
  - 11 novembre 2011 sur 13ème rue[3]
  - 31 mars 2012 sur M6
- Suisse : 18 février 2012 sur RTS Deux[21]
- Québec : 11 mars 2012 sur Séries+

- États-Unis : 5,574 millions de téléspectateurs[22] (première diffusion)

### Épisode 11:Trous noirs
- États-Unis : 19 août 2010 sur USA Network
- France : 14 novembre 2011 sur 13ème rue[3]
- Québec : 18 mars 2012 sur Séries+
- Suisse : 24 mars 2012 sur RTS Deux[23]

- États-Unis : 5,503 millions de téléspectateurs[24] (première diffusion)

### Épisode 12:Le Pardon ou la Vengeance
- États-Unis : 26 août 2010 sur USA Network
- France : 15 novembre 2011 sur 13ème rue[3]
- Québec : 25 mars 2012 sur Séries+
- Suisse : 5 mai 2012 sur RTS Deux[25]

- États-Unis : 6,285 millions de téléspectateurs[26] (première diffusion)

Après avoir découvert que Michael l'a grillé, Jesse rumine sa vengeance.

### Épisode 13:Ondes de choc
- États-Unis : 11 novembre 2010 sur USA Network[27]
- France : 16 novembre 2011 sur 13ème rue[3]
- Québec : 1er avril 2012 sur Séries+
- Suisse : 12 mai 2012 sur RTS Deux[28]

- États-Unis : 4,317 millions de téléspectateurs[29] (première diffusion)

### Épisode 14:Plein gaz
- États-Unis : 18 novembre 2010 sur USA Network
- France : 17 novembre 2011 sur 13ème rue[3]
- Québec : 8 avril 2012 sur Séries+
- Suisse : 19 mai 2012 sur RTS Deux

- États-Unis : 3,5 millions de téléspectateurs[30] (première diffusion)

### Épisode 15:Mon frère ce héros
- États-Unis : 2 décembre 2010 sur USA Network
- France : 18 novembre 2011 sur 13ème rue[3]
- Québec : 15 avril 2012 sur Séries+
- Suisse : mai 2012 sur RTS Deux

- États-Unis : 3,695 millions de téléspectateurs[31] (première diffusion)

### Épisode 16:Mort ou Vif
- États-Unis : 9 décembre 2010 sur USA Network
- France : 21 novembre 2011 sur 13ème rue[3]
- Québec : 22 avril 2012 sur Séries+
- Suisse : sur TSR2

- États-Unis : 4,34 millions de téléspectateurs[32] (première diffusion)

### Épisode 17:Le Chacal
- États-Unis : 16 décembre 2010 sur USA Network
- France : 22 novembre 2011 sur 13ème rue[3]
- Québec : 29 avril 2012 sur Séries+
- Suisse : sur TSR2

- États-Unis : 4,774 millions de téléspectateurs[33] (première diffusion)

### Épisode 18:L’Ultime Assaut
- États-Unis : 16 décembre 2010 sur USA Network
- France : 23 novembre 2011 sur 13ème rue[3]
- Québec : 6 mai 2012 sur Séries+
- Suisse : sur TSR2

- États-Unis : 5,111 millions de téléspectateurs[33] (première diffusion)

Avec la mort de Brennen et la récupération de la clé par l'équipe, le mail concernant toutes les informations récoltées par Mike sur l'organisation de Vaughn arrive chez celui-ci.